# Georgi Miłuszew
Georgi Stefanow Miłuszew (bułg. Георги Стефанов Милушев, ur. 20 czerwca 1937 we wsi Kapitan Andreewo) – bułgarski generał major.

## Życiorys
W 1955 ukończył gimnazjum i wstąpił do szkoły wojskowej, potem służył w wojskach pogranicznych, 1962 został członkiem BPK i funkcjonariuszem kontrwywiadu. Był młodszym wywiadowcą, potem starszym wywiadowcą Zarządu II Bezpieczeństwa Państwowego, 1 września 1967 został inspektorem V stopnia, a w październiku 1968 IV stopnia, od kwietnia 1969 pracował w centralnym aparacie Ministerstwa Spraw Wewnętrznych LRB. Był kolejno inspektorem IV stopnia i III stopnia Oddziału I Wydziału IX, od 27 kwietnia 1971 zastępcą szefa Oddziału V, od 10 sierpnia 1972 Oddziału IV Wydziału IX Drugiego Głównego Zarządu BP, a od 17 kwietnia 1976 do 28 lipca 1977 szefem Oddziału IV Wydziału IX II Głównego Zarządu BP. Od 28 lipca 1977 do 20 lipca 1979 był inspektorem Wydziału Organizacyjnego Komitetu Partyjnego BPK w MSW, od 20 lipca do sierpnia 1979 zastępcą szefa Wydziału Pracy z Dokumentami i Kontroli Bieżącej Sekretariatu MSW LRB, od 19 października 1979 do 20 października 1980 zastępcą szefa, a od 20 października do 12 grudnia 1980 szefem Wydziału "Pomocnicy Operacyjni i Sekretarze Techniczni Kierownictwa MSW" Centralnego Zarządu Informacyjno-Organizacyjnego MSW LRB. Od 12 grudnia 1980 do 19 stycznia 1982 był szefem Wydziału II Centralnego Zarządu Informacyjno-Organizacyjnego MSW LRB, od 19 stycznia 1982 do 7 maja 1986 szefem Okręgowego Zarządu MSW w Chaskowie, od 7 maja do 31 października 1986 zastępcą szefa Drugiego Głównego Zarządu MSW LRB, a od 31 października 1986 do 30 listopada 1989 szefem Zarządu V BP MSW LRB i członkiem Kolegium MSW, w lutym 1990 został zwolniony.

## Awanse
- Porucznik (6 października 1958)
- Starszy Porucznik (5 września 1961)
- Kapitan (18 września 1965)
- Major (2 września 1970)
- Podpułkownik (31 sierpnia 1974)
- Pułkownik (29 sierpnia 1979)
- Generał Major (7 września 1985)

## Odznaczenia
- Order 9 września 1944 I klasy z mieczami (6 września 1984)
- Order 9 września 1944 III klasy (17 lutego 1977)
- Order Ludowej Republiki Bułgarii I klasy (dwukrotnie - 17 kwietnia 1986 i 19 czerwca 1987)
- Order "Czerwonego Sztandaru Pracy" (27 kwietnia 1976)

I odznaczenia resortowe KDS/MSW Bułgarii.